# 愛知県JK制服目録
『愛知県JK制服目録』（あいちけんジェイケーせいふくもくろく）は、2023年3月10日にさといも屋によって著された書籍。

## 概要
名古屋市在住の女性である著者によって、愛知県に所在する208の高校の女子制服がイラスト化され、解説されている。著者は元々主婦業の傍ら、同人作家として制服をテーマにした同人誌を定期的に刊行していた。服飾文化に基づいて制服を研究し、資料価値のある書籍となるように制作された。
他の地域と比べて襟が大きい「名古屋襟」が愛知の制服の特徴であると指摘されている。

## 反応
売れ行きは上々とされ、全国の書店から注文が相次いでいるという。